# Maruthipura, Savanur
Maruthipura là một làng thuộc tehsil Savanur, huyện Haveri, bang Karnataka, Ấn Độ.